# Кеннет Купер
Кеннет Купер (англ. Kenneth H. Cooper; нар. 4 березня 1931 в Оклахома-Сіті) — доктор медицини, колишній полковник ВПС, який ввів поняття аеробіки. Автор книги «Аеробіка» (1968). Популярна версія книги для масового ринку називалася «Нова аеробіка», опублікована кілька років по тому.
Розробник тесту Купера.